# Idiomas de Siria
Aunque existen varias lenguas autóctonas, el árabe es el idioma oficial de Siria, y además la más hablada. El árabe estándar moderno se usa en los entornos formales u oficiales y los diferentes árabes dialectales se usan en la vida diaria. Cabe decir que la diferencia entre el árabe oficial o fus'ha y el árabe coloquial, el 'amíe, es notoria, casi ininteligible. Los dialectos arábigos de Siria son el Levantino (لهجات شامية lahjat shamiya) al oeste (que comparte con Líbano, Jordania y Palestina) y el Mesopotámico (لهجة عراقية lahjat 'iraqia) en el nordeste. 
Según la Enciclopedia de Lengua de árabe y Lingüística, además del árabe, también se hablan el kurdo, el turco, el arameo (cuatro dialectos), el circasiano, el armenio y en menor medida el checheno y el griego. Ninguna de estas lenguas tiene estatus oficial.
El arameo es una lengua semítica, como el árabe o el hebreo, y era la lengua común de la zona (lingua franca) antes de la llegada del árabe y el islam. Varios dialectos descendientes del arameo (neo-arameo) son hablados hoy día entre los asirios y los siríacos, ya que es la lengua litúrgica de las Iglesias siríacas. Es notable que el neo-arameo occidental se siga hablando de manera habitual en la ciudad de Ma‘lula (56 km de Damasco). 
La lengua de signos del árabe levantino es la lengua principal de la comunidad sorda.

## Lenguas semíticas

### Árabe estándar moderno
| Árabe levantino central Árabe levantino norte Árabe levantino sur Árabe bedawi Árabes bedawi y de transición Árabe shuwa Kurdo kurmaji Árabe mesopotámico septentrional |

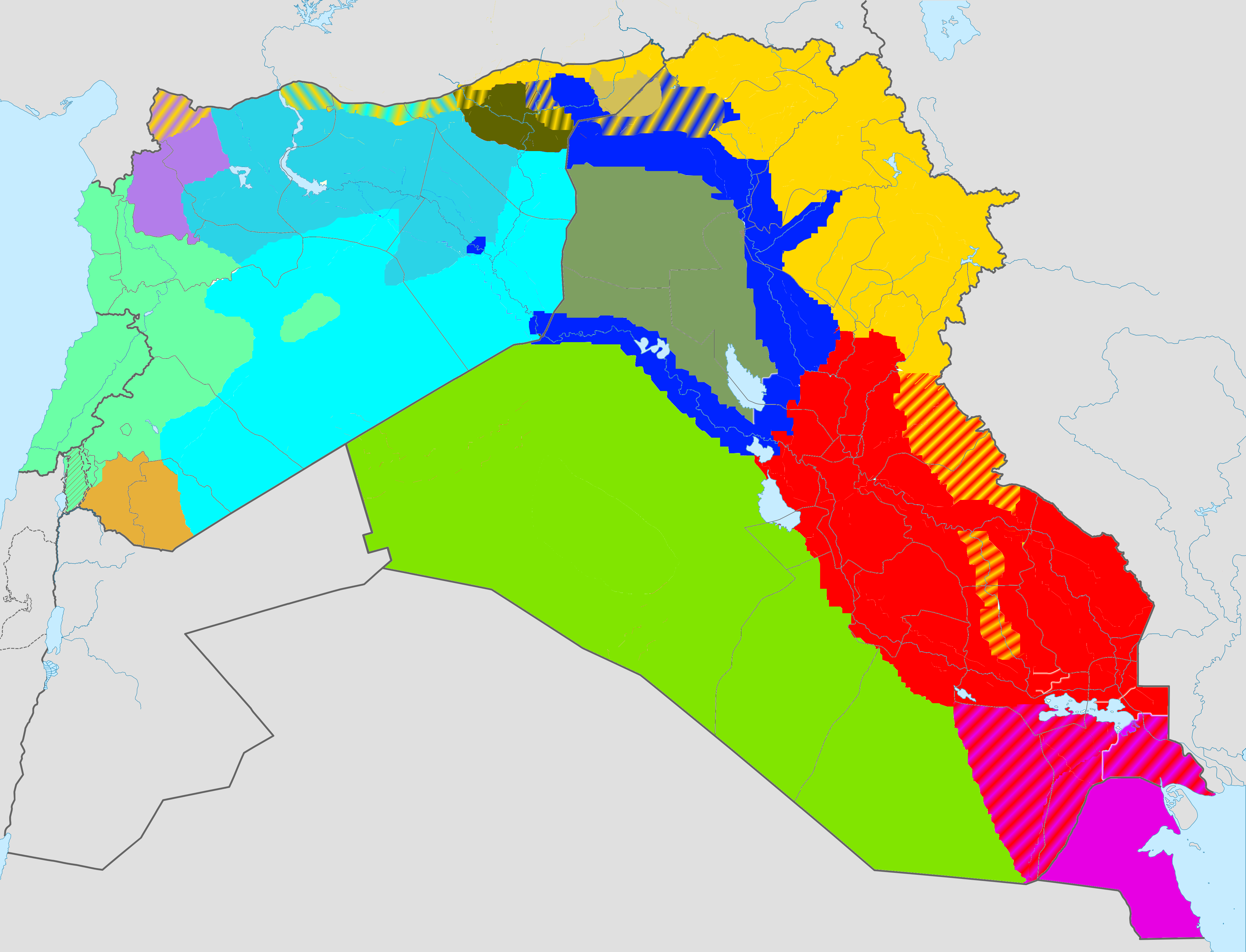
Sub-dialectos en el Máshreq:

Variedades del árabe levantino.

El árabe estándar moderno es el idioma que se enseña en las escuelas y el que, tradicionalmente, se «escribe». En el ámbito familiar los sirios usan el árabe «hablado». La diferencia entre ambos se podría comparar al del latín con las lenguas romances.
Dialectos del árabe hay dos: el levantino y el mesopotámico, este último hablado en el área de Al-Yazira, al noreste. La gran mayoría de la población siria habla el árabe levantino, siendo el dialecto árabe de Damasco (lahze shamiie) el más prestigioso y usado en los medios de comunicación. Los dialectos hablados en ciudades como Damasco, Homs, Hama y Tartús (Levantino central) son más similares entre ellos a los de la región de Alepo (Árabe sirio septentrional o halabí).

### Árabe levantino
Los dialectos hablados en Siria y Líbano están clasificados como Árabe levantino del norte (ISO 639-3). Sin embargo el árabe libanés comparte muchas similitudes con los dialectos levantinos del sur, especialmente al árabe palestino. 
El árabe sirio incluye préstamos lingüísticos del turco, el kurdo, el armenio, el siríaco, el inglés, el francés y el persa. Aunque no tiene una ortografía estandarizada, se escribe en alfabeto árabe, de derecha a izquierda.

### Otros dialectos del árabe
Otras dialectos del árabe nativos de Siria son:
- El haurani, hablado en el Hauran: Nawa, Deraa... (incluyendo el Monte Druso: Bosra, As-Sueda...).
- El iraqí, clasificado como árabe mesopotámico, se habla al noreste: Hasakah, Ar Raqqah, Deir ez-Zor...
  - El moslawi, clasificado como árabe mesopotámico septentrional, la variedad del árabe mesopotámico hablada en Siria y en el oeste de Irak, el área de Mosul.
- El bedawi, hablado por los nómadas beduinos.

Entre los dialectos árabes no autóctonos que se hablan en Siria destacan aquellos de Irak y Palestina, pues se usa frecuentemente en las diásporas de refugiado respectivas, especialmente en las que hay en Damasco, como el Campo de refugiados de Yarmouk.

Dialectos vivos del arameo o siríaco.

### Neo-arameo

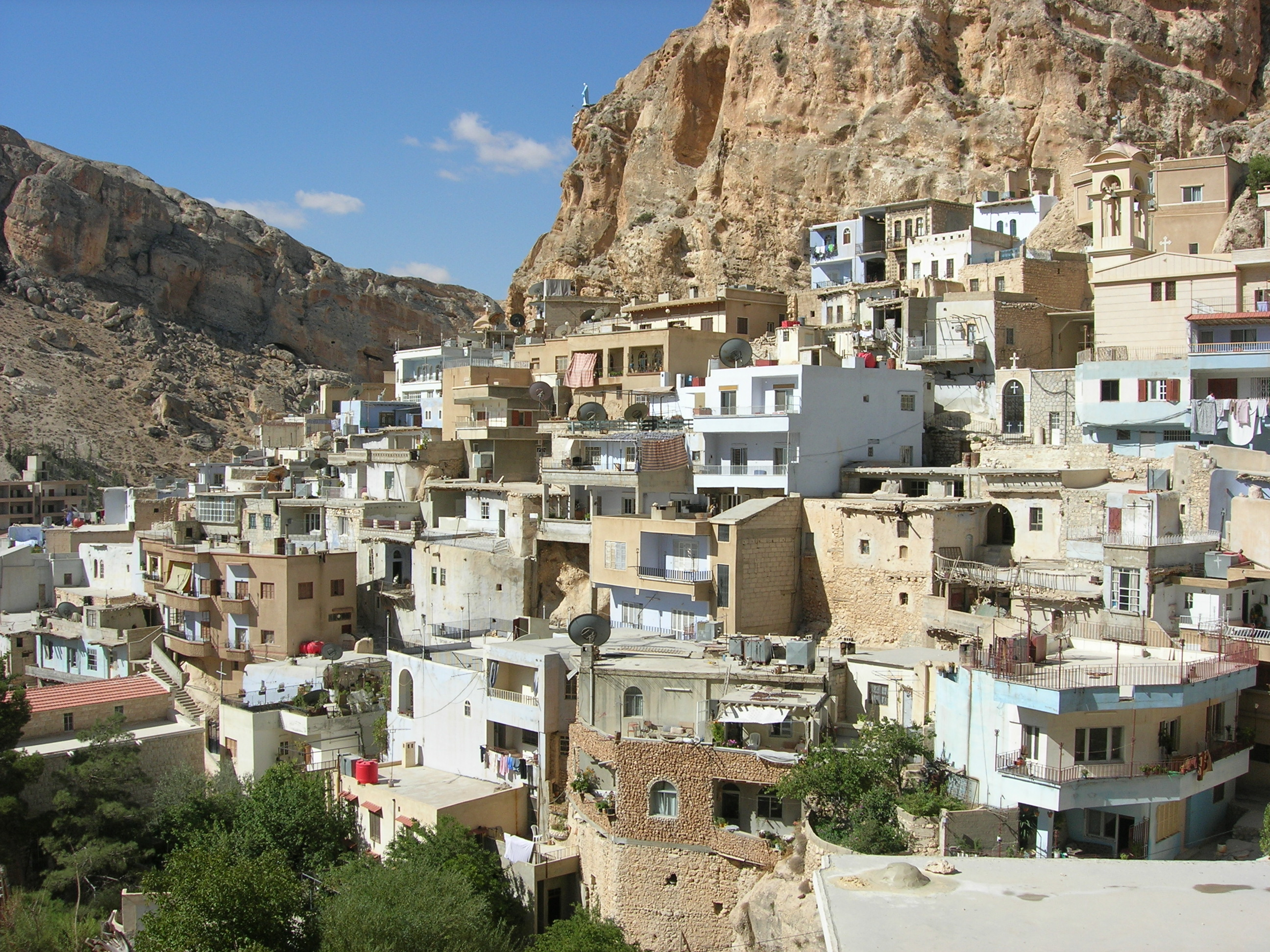
Ma'lula, pueblo donde se mantiene vivo el arameo.

En Siria se hablan cuatro dialectos del antiguo arameo, llamados dialectos neo-arameos.
- El neo-arameo occidental se habla en: Maalula, al-Sarja y Jubb'adin, tres pueblos cerca de Damasco.
- El neo-arameo central o turoyo se habla en el área de Tur Abdin, en la provincia de Al-Hasaka.
- El neo-arameo asirio: hay un enclave lingüístico relativamente grande de asirios a lo largo del río Jabur.
- El siríaco o caldeo, hablado en el nordeste de Siria por los cristianos caldeos (de la Iglesia católica caldea).

## Lenguas indoeuropeas

### Kurdo
El kurdo o curdo es el segundo idioma más hablado en Siria, concretamente el kurdo kurmanji (o kurdo norteño). Se habla en el nordeste y noroeste del país, donde hay una mayoría kurdas como en Hasaka o Qamishli. Actualmente (2019) es una de las lenguas oficiales del territorio de la recién nacida Administración Autónoma del Norte y Este de Siria (Rojava).

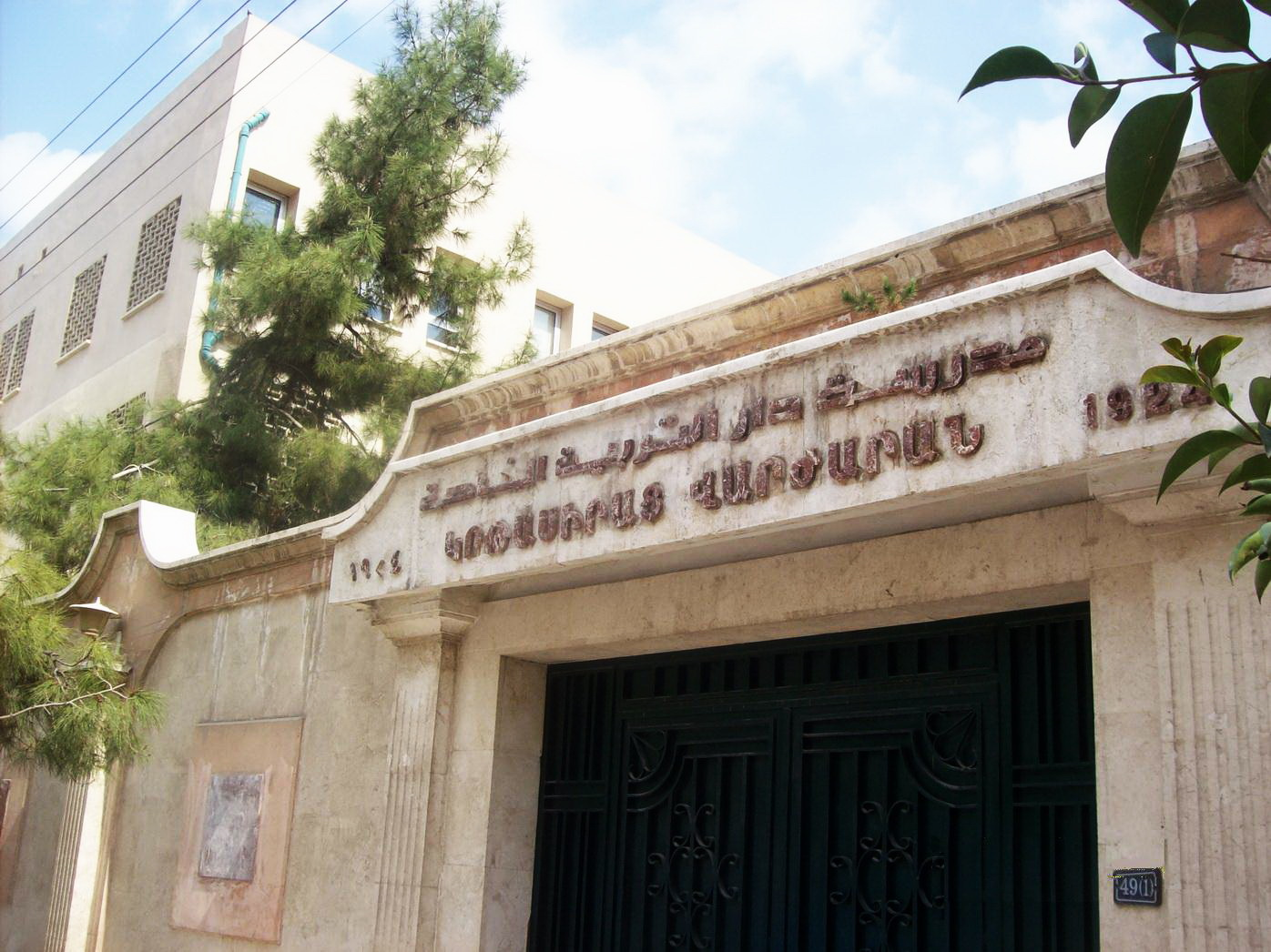
Instituto armenio en Siria con rotulación en dos lenguas: مدرسة دار التربية الخاصة (árabe) y Հալեպի հայկական Կրթասիրաց վարժարան (armenio).

### Armenio
La lengua armenia la habla la comunidad armenia en Alepo y otras ciudades importantes, como Damasco. También destaca el pueblo costero de Kessab, cerca de la frontera con Turquía, habitado mayoritariamente por armenios. Aunque tampoco es oficial en Siria, a los armenios se les permite enseñar en su lengua.

### Griego
Existe una pequeña comunidad grecoparlante en Siria. En la costera villa de Hamidie (Χαμιδιέ,  الحميدية) residen un 60% de turcos cretenses que hablan griego. Sus peticiones al Estado para permitir la enseñanza en griego en sus escuelas ha sido rechazado con el argumento que son musulmanes y deben conocer el árabe.

## Lenguas caucásicas

### Circasiano
Las lenguas circasianas se hablan en algunos pueblos al sur de Alepo, así como en el área de Homs y en los Altos del Golán. Estas minorías circasianas hablan el dialecto cabardiano.

### Checheno
El idioma checheno es hablado por la minoría chechena (originarios de Chechenia, al sur de Rusia) que se encuentran en los pueblos aledaños al río Jabur.

## Lenguas túrquicas

### Turco
El idioma turco es la tercera lengua más utilizada en Siria. Las minorías turcomanas de Siria hablan diferentes dialectos del turco en pueblos cerca del Éufrates y a lo largo de la frontera entre Siria y Turquía. Además, hay enclaves lingüísticos turcos en el área de Qalamun y Homs.
Debido a cuatro siglos de dominación otomana, los dialectos del árabe sirio han tomado prestado muchas palabras del turco.

## Lenguas extranjeras
El francés (en las generaciones mayores) y el inglés (en las generaciones más jóvenes) es también entendido por muchos ciudadanos sirios, mayoritariamente en centros urbanos y entre los educados.